# Oedipoda germanica
Espèce
Synonymes
- Acrydium germanicum Latreille, 1804
- Oedipoda miniata intermedia Ramme, 1913
- Oedipoda germanica pyrenaica Uvarov, 1936

Oedipoda germanica est une espèce d'insectes orthoptères de la famille des Acrididae. Il peut être nommé Criquet à ailes rouges, Criquet rouge, Œdipode à ailes rouges ou Œdipode rouge.

## Distribution
Cette espèce se rencontre en Europe et en Turquie.
Les adultes s'observent de juillet à novembre.
Il serait en régression dans le nord de son aire de répartition (moitié nord de la France, sud de l'Allemagne, Suisse) à la suite de la destruction de ses sites préférés (extension des terres cultivées, emploi des pesticides). Espèce toujours non protégée en France.

## Description

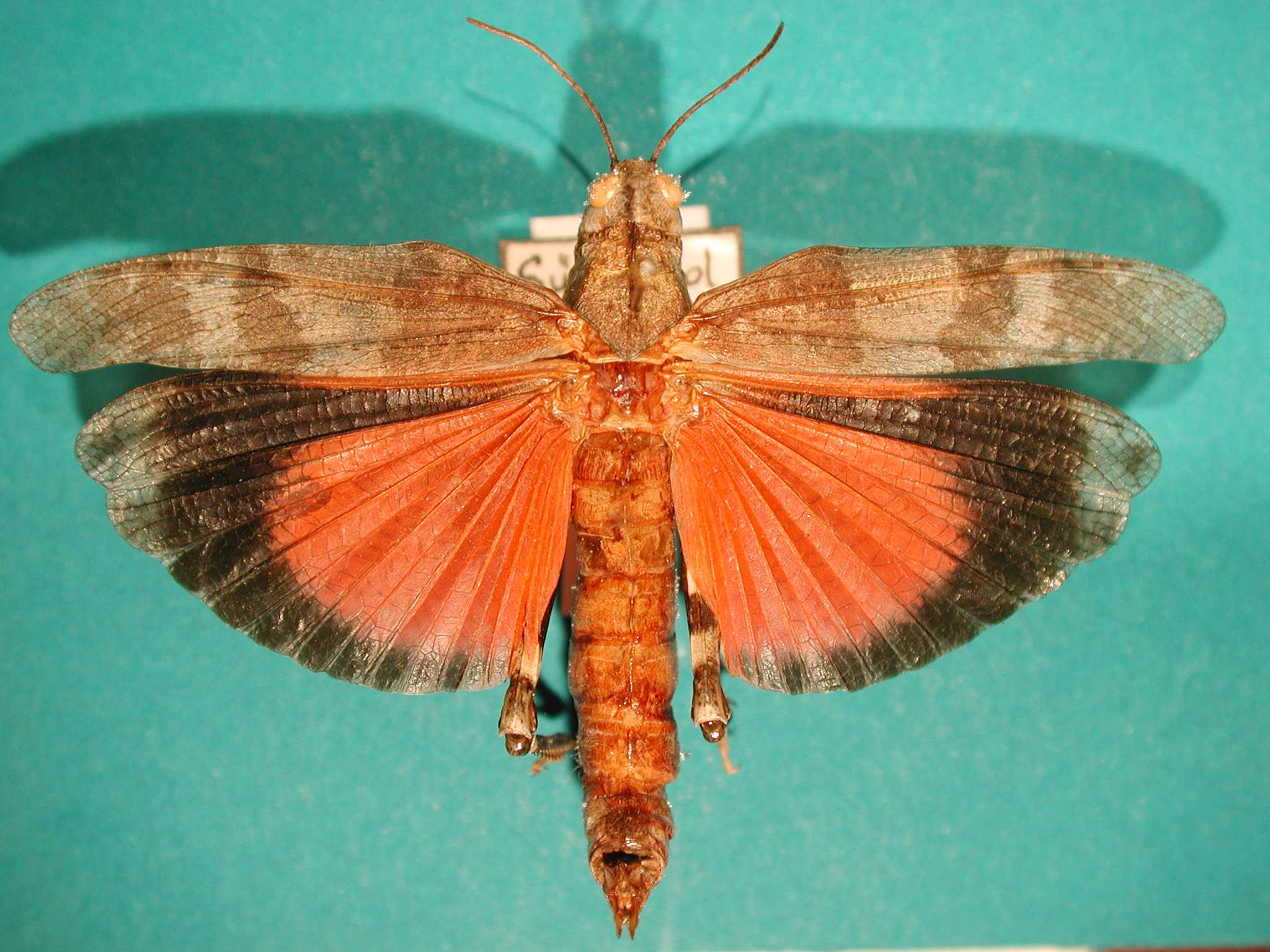
Oedipoda germanica du musée Zoologische Staatssammlung München.

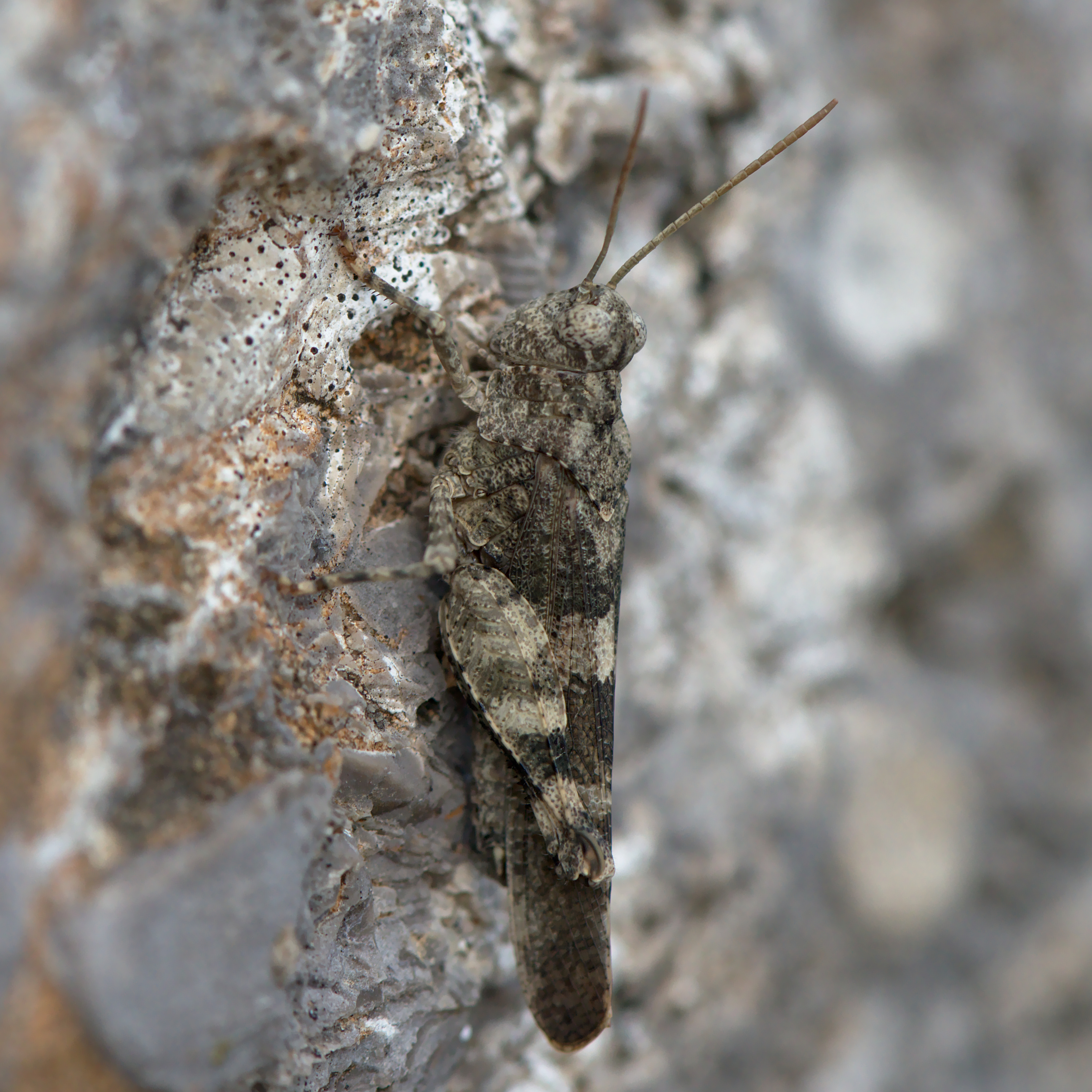
Oedipoda germanica.

La coloration du corps varie du brun clair au brun foncé en fonction du substrat sur lequel ces insectes se sont développés.
Les ailes antérieures (ou élytres) sont traversées le plus souvent par deux ou trois bandes foncées alternant avec des zones plus claires. Le caractère le plus frappant, très visible lorsque ce criquet s'envole, est la coloration rouge orangé des ailes postérieures, soulignées d'une bande marginale d'un ton noir à brun foncé.
Par ailleurs, les fémurs postérieurs sont pourvus d'un décrochement situé à mi-longueur sur le dessus.
Au repos, la confusion est possible avec deux espèces de Criquets bleus : l'Œdipode bleue (Oedipoda caerulescens) et moins facilement avec l'Œdipode aigue-marine (Sphingonotus caerulans), dont les fémurs postérieurs sont dépourvus de décrochement sur le dessus et dont les ailes bleues sont dépourvues de bande foncée marginale.

## Écologie
Comme Oedipoda caerulescens, avec lequel il peut cohabiter, le Criquet à ailes rouges est xérothermophile, mais ses exigences sont plus prononcées : il ne fréquente que les rocailles ou les lieux pierreux bien ensoleillés, à végétation pauvre à nulle, les bords des chemins, les terres caillouteuses ; il évite les zones sablonneuses.

## Liste des sous-espèces
Selon Orthoptera Species File (27 septembre 2018) :
- Oedipoda germanica germanica (Latreille, 1804)
- Oedipoda germanica kraussi Ramme, 1913
- Oedipoda germanica meridionalis Ramme, 1913

## Systématique et taxinomie
Cette espèce a été décrite sous le protonyme Acrydium germanicum par Pierre-André Latreille en 1804.

## Publications originales
- Latreille, 1804 : Histoire naturelle, générale et particulière, des crustacés et des insectes. Ouvrage faisant suite aux œuvres de Leclerc de Buffon, et partie du cours complet d'histoire naturelle rédigé par C. S. Sonnini, membre de plusieurs sociétés savantes (texte intégral).
- Ramme. 1913 : Orthopterologische Ergebnisse einer Reise nach Krain und Istrien (1912). Berliner Entomologische Zeitschrift, vol. 58, p. 1-20.